# Козлов, Никита Тимофеевич
Козлов Никита Тимофеевич (1778 — не ранее 1858) — болдинский дворовый крепостной семьи Пушкиных, слуга А. С. Пушкина.

## Биография
Был крепостным отца и «дядькой»-воспитателем маленького Саши Пушкина. Принял на руки новорождённого младенца, и нёс раненого поэта от саней до кровати после дуэли.
После окончания Пушкиным лицея отец передал Никиту ему к нему в услужение.
В 1820 году, несмотря на предложенные ему 50 рублей, отказался передать жандармам бумаги своего хозяина. В дальнейшем состоял при поэте в южной ссылке, однако после перевода последнего в Михайловское перешёл к отцу Александра Сергеевича, с которым жил в Петербурге. Служил семье поэта в последние годы его жизни, в частности выполнял поручения, связанные с изданием «Современника».
Никита был свидетелем смерти Пушкина и одним из двух людей (второй — А. И. Тургенев), сопровождавших гроб с телом поэта к месту захоронения в Святогорском монастыре.
«Никита был человек выдающийся среди дворни Пушкиных. Он даже не чужд был поэтическому искусству. Л. Н. Павлищев называет его доморощенным стихотворцем, поклонявшимся одновременно и Музе, и Вакху, и рассказывает, по семейным воспоминаниям, как он состряпал однажды из народных сказок нечто в роде баллады о Соловье-разбойнике, богатыре Еруслане Лазаревиче и царевне Миликтрисе Кирбитьевне».
Был женат, имел дочь.
Натан Эйдельман в книге «Большой Жанно: Повесть об Иване Пущине» рассказывает о встрече Пущина с Никитой около 1858 года, после возвращения первого из сибирской ссылки. То есть можно полагать, что в 1858 году Никита был ещё жив.